# Euwintonius thaiensis
Euwintonius thaiensis is een hooiwagen uit de familie Assamiidae.